# Fokker E.V

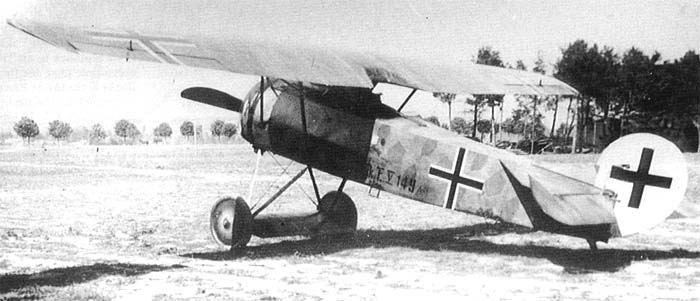
Fokker E.V

Fokker E.V är ett enkelvingat jaktflygplan som konstruerades av den holländske flygplankonstruktören Fokker under den senare delen av första världskriget. E V sattes i tjänst vid de tyska jaktförbanden 1918 och verkade till en början vara en lyckad flygplanyp fram till dess att brister i primärstrukturen hos konstruktionen uppdagades. Flygplantypen drogs också med motorproblem vilket ytterligare bidrog till att många piloter havererade redan innan kontakt med fienden. Dock påpekade flera förare typens lovande prestanda, däribland en hög fart och acceleration tack vare det relativt låga luftmotståndet jämfört med den tidens konventionella dubbeldäckade flygplan.
Flygplanet konstruerade senare om och blev Fokker D.VIII, dock skiljer sig inte D.VIII till det yttre från E.V. Förändringarna består framför allt av förstärkningar av vingkonstruktionen och förändrade tillverkningsmetoder hos Fokker-fabriken.